# Indra Putra Mahayuddin
Indra Putra bin Mahayuddin, född 2 september 1981 i Ipoh, är en malaysisk fotbollsspelare som sedan 2016 spelar som anfallare för Kelantan FA. Han har gjort över 50 landskamper för Malaysias landslag.

## Karriär
Indra Putra Mahayuddin startade sin karriär i Perak där han vann ligan 2002 och 2003. Året efter skrev han på för Palang och vann ligan ytterligare en gång och vann samtidigt skytteligan när han gjorde 15 mål på 21 matcher. Efter ett år i Selangor så skrev Mahayuddin på för Kelantan 2009. Första säsongen gick laget till cupfinal där man dock förlorade på straffar. Kelantan vann dock cupen 2010 efter 2-1 i finalen mot Negeri Sembilan. 2011 gjorde Mahayuddin en säsong i T-Team innan han återvände till Kelantan 2012. Där fick han vinna trippeln (ligan, FA-cupen och ligacupen). I ligacupfinalen avgjorde Mahayuddin med sitt 3-2 mål i förlängningen.
Mahayuddin skrev 2014 på för nyligen nedflyttade Felda United. Han hjälpte laget att komma tvåa och direkt återvända till Malaysian Super League. 2016 skrev han än en gång på för Kelantan.
Under Asiatiska mästerskapet 2007 blev Indra Putra Mahayuddin Malaysias enda målskytt när han gjorde lagets enda mål i 1-5 förlusten mot Kina. Totalt gjorde Mahayuddin 56 landskamper och 19 mål.

## Meriter
Perak
- Malaysiska Premier League: 2002, 2003

Pahang
- Malaysiska Super League: 2004

Kelantan
- Malaysiska Super League: 2012
- Malaysiska ligacupen: 2010, 2012
- Malaysiska FA-cupen: 2012